# Перо Лаловић
Перо Лаловић (Страшевина, код Никшића, 16. март 1918 - Београд, 1996) је био генерал-потпуковник ЈНА, учесник Народноослободилачке борбе и друштвено-политички радник СФР Југославије.

## Биографија
Гимназију је учио у Никшићу у којој се и опредијелио за револуционарни покрет. У Београду је студирао Правни факултет на којем је и био активиста у напредном студенском покрету. Члан је КПЈ од 1938, а у НОР је ступио 1941. Осуђиван је од Суда за заштиту државе. Приликом организовања устанка у својој општини био је један од организатора, тада је био и секретар ћелије КПЈ. У рату је био политички комесар батаљона у Никшићком НОП одреду и замјеник комесара Комског НОП одреда. На дан формирања 5. пролетерске црногорске бригаде био је замјеник комесара 1. батаљона, а затим руководилац политодјела 5. далматинске бригаде од марта до априла 1943. године, замјеник политичког комесара 7. бригаде 7. дивизије, руководилац Политодела 28. славонске дивизије од априла до новембра 1944. године. Политички комесар 7. дивизије КНОЈ од децембра 1944. године до краја рата. Послије рата је био политички комесар дивизије, политички комесар Гарде Југословенске армије, војни изасланик ЈНА у Француској, начелник штаба војног подручја, начеле класе Више војне академије ЈНА, начелник штаба Граничних јединица и др. Активна служба у ЈНА престала му је 1976. године Одликован је Орденом ратне заставе, Орденом заслуга за народ са златном звијездом, Орденом братства и јединства са златним вијенцем и др.